# Левон Акопович Ерзинкян
Левон Акопович Ерзинкян е арменски съветски учен, професор, микробиолог, основоположник на микробиологията в Армения.
Работата му върху млечно-киселите бактерии и научните открития в тази област, включително и възможността за използването им в медицината, определят международното му значение. Особено ценен е приносът му при изследването на ацидофилните бактерии Lactobacillus acidophilus, при работата върху които открива 2 групи щамове: Ер-1 и Ер-2 (щамове 317/396 и 317/402).

## Биография
Роден е на 16 януари 1906 г. в град Тифлис, столица на Грузия. Семейната среда, в която израства, е на хора, свързани с науката и техниката. Дядо му Арутюн Ерзинкян е известен майстор на народни инструменти, баща му Акоп Арутюнович Ерзинкян е самоук инженер, оптик-механик и оръжеен майстор. Единият му брат Александър Акопович Ерзинкян е инженер, сътрудник в контраразузнаването, а другия Сурен Акопович Ерзинкян е участник във Великата Отечествена война (1941 – 1945 г.) и ръководител на промишлени предприятия в Армения. Сестра му Анаит Акоповна Ерзинкян е лекарка. Негова съпруга е доктор на биологическите науки Фарандзем Саруханян Георгиевна.
През 1934 – 1935 г. е преподавател по химия, микробиология и технология на млякото и млечните продукти в Ереванското висше комунистическо и селскостопанско училище. До 1941 г. е завеждащ млечно изпитвателната лаборатория при Арммаслопрома (Армсыртрест). От 1939 до 1942 г. е председател на ревизионната комисия на Републиканския комитет на Съюза на работниците от месната и млечна промишленост, а през 1943 – 1944 г. е завеждащ отдел Животновъдство в апарата на ЦК на КП на Армения. През юли 1945 г. получава научна степен „кандидат на техническите науки“ и става старши научен сътрудник, завеждащ лабораторията по обща микробиология в сектор Микробиология при Академията на науките на Арменската ССР. От 1959 до 1970 г. е заместник-председател на Съвета на арменския отдел на Всесъюзното микробиологическо общество (ВМО), през 1971 – 1980 г. е негов председател. От 1961 до 1991 г. завежда лабораторията по ферментативни микроорганизми към Института по микробиология при Академия на науките на Арменската ССР. През декември 1967 г. осъществява научно сътрудничество с българския учен Н. М. Николов, с когото публикува две съвместни работи. От април 1973 г. получава научна степен „доктор на биологическите науки“. От 1971 до 1973 г. е преподавател по техническа микробиология в биоголическия факултет на Ереванския държавен университет. Лектор на диетолози лекари и медицински сестри от детската млечна кухня за микробиология и технология на изготвяне на лечебно ацидофилно мляко и мляко „Нарине“. Избран е за професор и заслужил изобретател на Арменската ССР. С името на Левон Акопович Ерзинкян и неговата съпруга Фарандзем Георгиевна Саруханян са свързани основаването и развитието на арменската обща, селскостопанска и техническа микробиология.
Той е първият учен в света, който открива ерата на пробиотиците и тяхното успешно използване в медицината за широк кръг от заболявания. Своите открития ученият нарича млечно-кисели продукти, а след това и млечно-кисела бактерията щам Ер.317/402.

## Научна дейност
От 1928 г. първоначално е лаборант, а след завършването на Селскостопанския факултет на Ереванския държавен университет остава на работа в него като асистент в катедрата по Млечно стопанство, агрохимия и селскостопанска микробиология. Научният му и житейски път е свързан с неговата съпруга Фарандзем Саруханян Георгиевна, с която в началото на 30-те години на ХХ век започват да изучават ацидофилните бактерии.
В началото на 1920-те години американският учен Моро открива в стомашно-чревната микрофлора пръчковидни бактерии, които нарича ацидофилни. Няколко години по-късно се оказва, че тези бактерии са особено важни за човешкия организъм и неговите защитни сили. По-късно руският учен Иля Мечников изказва идеята за влиянието на естествената микрофлора върху обмена на веществата в организма на човека. По този път тръгва в търсенията си и Левон Ерзинкян и през 1934 г. пристъпва към отделяне на местни щамове на млечно-киселите бактерии. Оказало се, че те много бързо и без странични последствия унищожават болестотворните бактерии, заплашващи човешкия организъм. Тази констатация му дала увереност за правилната посока на изследванията.
В периода от 1935 до юли 1941 г. в Млечно-изпитателната лаборатория Левон Ерзинкян и съпругата му отделят активни форми на млечно-киселите бактерии за производство на висококачествени сирена и масло, които Главмаслопром на СССР препоръчва за масово използване в млечната промишленост.
Работата над отделянето на високоактивни местни щамове на ацидофилната бактерия, започната през 1934 г., Ерзинкян продължава след войната през 1946 г. След като разработва нов метод за отделяне на високоактивни млечно-кисели бактерии в края на 40-те години на 20 век, Ерзинкян лично отделя повече от 1640 култури, избира от тях 10 най-активни щама и ги обозначава като групи Ер-1 и Ер-2. Скоро след това ученият предлага нова разновидност на млечно-киселата бактерия с високи лечебни и диетични свойства, като разработва метод за приготвяне и приемане на кисело мляко „Нарине“ за деца в кърмаческа възраст.
Млечнокиселите бактерии, отделени от Ерзинкян в Института по микробиология към Академията на науките на Арменската ССР, с голям успех се прилагали в производството на лечебно-диетични млечно-кисели продукти и ацидофилно мляко в млечните комбинати в Москва, Ленинград /сега Санкт Петербург/, Киев и много други градове на бившия Съветски съюз.
През 1966 г. Съветът на министрите на Арменската ССР приема постановление за организацията на производство и употребата на ацидофилно мляко в детските болници и млечни заводи. На Централната лаборатория за бактериални закваски било предписано да размножи закваски, получени от лабораторията на Института по микробиология на Академията на науките на Арменската ССР и да снабди с тях млечните кухни на 26 детски болници в републиката. В изпълнение на цитираното постановление на Съвета на министрите на Арменската ССР за децата в училищна и предучилищна възраст ежегодно се предоставяли 220 тона ацидофилно мляко в малки разфасовки.
С разширяването на производството и приема на ацидофилно мляко „Нарине“ в републиката се понижава процентът на стомашно-чревните заболявания и смъртността на деца в кърмаческа възраст, която става една от най-ниските в съюзните републики. Именно съчетаването на високоактивните култури на Ерзинкян и нормите на хранене с ацидофилно мляко осигуряват лечението на заболявания на стомашно-чревния тракт без приемане на медикаментозни средства. Именно това дава наднационални измерения на откритието на Левон Акопович Ерзинкян.

### Научни трудове
Автор на повече от 200 научни публикации, монографии, 20 авторски изобретения на СССР, 15 рационализаторски предложения и повече от 10 методически препоръки за приложението на новите разновидности на млечно-киселите бактерии в медицината.
1. Штамм бактерий n.v.Str.lactis, а.с.№160141(СССР), 1963
2. Штамм Lbm.mazuni N2 „Каринэ“, а.с.№590335 (СССР), 1977
3. Штамм Str.thermophilus M-7, а.с.№5591508 (СССР), 1977
4. Штамм бактерий Lbm.acidophilum Eр.317/402 („Наринэ“), а.с.№163573, (СССР), 1964
5. Способ получения столового уксуса, а.с.№188449(СССР), 1966.
6. Способ приготовления питательной среды для выращивания кормовых дрожжей, а.с.№438680 (СССР), 1974
7. Способ определения липидов в сухой биомассе дрожжей, а.с.№558936(СССР), 1977
8. Симбиотическая бактериальная закваска для кисломолочного продукта югорта, а.с.№718075(СССР), 1979.
9. Штамм дрожжей Torulopsis sphorica 78/5 продуцент антимикробного вещества, а.с.№826740(СССР), 1981
10. Штамм дрожжей Candida robusta 43/3 продуцент антимикробного вещества, а.с.№826741(СССР), 1981
11. Способ выделения молочнокислых бактерий, устойчивых к антибиотическим, антисептическим и химикотерапевтическим препаратам, а.с.№958497(СССР), 1980
12. Фотометрический способ количественного определения фенола, а.с.№1067437(СССР), 1983
13. Штамм дрожжей Sacch.cerevisiae 9703 продуцент фенилэтилового спирта, а.с.№1219646(СССР), 1986
14. Штамм хлебопекарных дрожжей Sacch.cerevisiae 9704 продуцент ароматических и терпеновых спиртов, а.с.№1302697, 1987
15. Штамм Lbm plantarum 77/9 для силосования кормов и квашения овощей, а.с.№1067037(СССР), 1983
16. Штамм A.aceti mazuni 3/5, используемый для силосования кормов, а.с.№1233481(СССР), 1986
17. Способ приготовления комбинированной закваски для силосования кормов, а.с.№1293215(СССР), 1986
18. Штамм дрожжей Torulopsis versalitis K3/2, используемый для производства кисломолочного напитка, а.с.№1151235(СССР), 1984
19. Способ получения ацидина из отходов микробиологического производства, а.с.№381877/28 – 13, 1985
20. Способ лечения парадонта с использованием „Наринэ“, а.с.№ 0155352/28 – 13, 1986
21. Способ лечения заболеваний парадонта.а.с.№1319349, 22.02.1987./Дехцунян К.М., Амбарцумян А.Дз, Ерзинкян Л.А./
22. Симбиотическая бактериальная закваска для кисломолочного продукта йогурта.A.с.№718075 (2638288/28 – 13, 1978)/Ерзинкян Л.А., Акопова А.Б./
23. Способ производства кисломолочной смеси „Наринэ-3“.а.с.№ 1584169.Приоритет изобретения 16.03.88
24. Способ выделения молочнокислых бактерий, устойчивых к антибиотическим, антисептическим и химиотерапевтическим тест-препаратам.А.С.СССР.№ 958497. 1982./Л.А.Ерзинкян, Л.Г.Акопян, Л.М. Чарян/
25. Способ лечение дисбактериоза кишечника при лучевой болезни.А.С.СССР. № 1785690. /Н.Н. Оганисян, Л.А.Ерзинкян, С.А. Маликоян, А.А. Мирзоян, С.С.Агамалян, Р.А. Аракелян, А.А. Элиязян/ 1993 г.

### Книги
1. Ерзинкян Л.А. Изменчивость молочнокислых бактерий в зависимости от условий среды. В кн.: Наследственность и изменчивость растений, животных и микроорганизмов. М., АН СССР, 1959, т. 1, с. 427 – 432
2. Л.А. Ерзинкян. Приготовление и применение лечебного ацидофильного молока и молока „Наринэ“. Монография. Ереван, 1965
3. Ерзинкян Л.А., Маршавина З.В. Микробиология. – В кн.: Академия наук Армянской ССР за 50 лет. Ереван, Изд-во АН ССР, 1968, с. 324 – 334
4. Ерзинкян Л.А.Микрофлора лечебно-питательных кисломолочных продуктов Армении и их применение в медицине, педиатрии и различных областях народного хозяйства» (рукопись, 1985)
5. Л.А.Ерзинкян. "Биологические особенности некоторых рас молочнокислых бактерий. Монография. Изд-во АН Арм.ССР, Ереван, 1971
6. Л.Б.Акунц, Л.А.Ерзинкян, О.Б.Саядян, Л.М.Чарян. „Молочнокислые бактерии, их роль в оздоровлении матери и ребенка“. Ереван, 1988
7. Маликоян С.А., Элиазян А.А., Аракелян Р.А., Согомонян Л.Г., Погосян Н.В., Акопян Д.И., Aйрапетян А.С., Алексанян А.З. Экспериментальное изучение эффективности совместного применения кисломолочного продукта „Наринэ“ и гентамицина при комбинированном радизционно-термическом поражении. Кн.Актуальные вопросы патогенеза, диагностики и лечения комбинированных пораженй, Обнинск, 1989, с.28 – 30
8. Оганесян Н.М., Маликоян С.А., Мирзоян А.А., Ерзинкян Л.А., Элиазян А.А., Аракелян Р.А.Лечение дисбактериоза кишечника, развивающегося при комбинированном радиационно-термическом поражении. Кн.Актуальные вопросы патогенеза, диагностики и лечения. комбинированных пораженй, Обнинск, 1989, с 43 – 46
9. К.Нерсесян. "Возможное кластогенное и антикластогенное действие заквашеннего молока „Наринэ“. В кн. Пища и предотвращение рака:химические и биологические аспекты. Материалы Международной конференции (13 – 16 сентября, 1992 г. Норвич, Великобритания), 1993, с.63 – 64
10. А.П.Хачатрян.С дисбактериозом в XXI век?". Новосибирск, 1998
11. Тамим А.И., Робинсон Р.К. Йогурты и другие кисломолочные продукты. 2003. Перевод с англ. под научн.ред.докт.техн.наук, проф. Л.А.Забодаловой. Санкт-Петербург. Изд-во „Профессия“. 664 с.
12. К.Николаева. Дисбактериоз. Лечение по психобактериологической методике. Санкт-Петербург, 2000
13. А.Дз. Амбарцумян. Дисбактериозы и пробиотики. Ереван, 2004

### Статии
1. Палладина О.К., Мазюкевич В.А., Данилова Т.Л., Илюшина К.И. Биохимизм брожения и классификация молочнокислых бактерий. Всесоюзный научно-исследовательский институт жиров, 1968
2. Квасников Е.И., Нестеренко О.А. Молочнокислые бактерии и пути их использования.//Москва, Изд-во „Наука“, 1975
3. Путнынь С. Полмиллиона почитателей „Наринэ“. „Промышленность Армении“, N5, 1982
4. Кисляковская В.Г., Васильева Л.П., Гурвич Д.Б.Питание детей раннего и дошкольного возраста Москва, изд-во „Просвещение“, 1983, с.18
5. Антонова С.А., Ерзинкян Л.А., Саядян О.Б. и др. Применение молочнокислых бактерий „Наринэ“ в акушерстве и гинекологии. Эпидемиология и профилактика госпитальных инфекций. – Ереван: Айастан, 1987. с. 7 – 10
6. О.Алексеева. Для больных и здоровых, для больших и маленьких. „Наринэ“. Медицина для всех, 1994, N12
7. Sugiura H., Maeno H., Ueya E., Inaba R., Iwata H., Nishida H. Влияние „Бон-Наринэ“ на иммунные функции мышей // Nippon-Eiseigaku-Zasshi, Япония, декабрь 1994
8. Кисломолочный продукт „Наринэ“. „Все лучшее для здоровья“, Раздел «Лечебно-профилактические продукты питания – сухая биомасса ацидофильных лактобактерий „НАРИНЭ“, Москва 2002
9. А.Дз.Амбарцумян. Молочнокислые бактерии в профилактике внутрибольничных инфекций. Ереван, 2002
10. Р.А.Еганян. Изучение влияния кисломолочного продукта „Наринэ“ (таблетированной формы) на уровень холестерина сыворотки крови при гиперхолестеринемии. ГНИЦ профилактической медицины МЗ РФ, Москва